# Дубищенська сільська рада (Ківерцівський район)
Дубищенська сільська рада — адміністративно-територіальна одиниця та орган місцевого самоврядування у Ківерцівському районі Волинської області з адміністративним центром у с. Дубище.

## Населені пункти
Сільській раді підпорядковані населені пункти:
- с. Дубище
- с. Башлики
- с. Ромашківка

## Населення
Згідно з переписом УРСР 1989 року чисельність наявного населення сільської ради становила 1484 особи, з яких 716 чоловіків та 768 жінок.
За переписом населення України 2001 року в сільській раді мешкали 1604 особи.

### Мова
Розподіл населення за рідною мовою за даними перепису 2001 року:
| Мова       | Відсоток |
| ---------- | -------- |
| українська | 99,07 %  |
| російська  | 0,56 %   |
| угорська   | 0,37 %   |

## Склад ради
Рада складається з 16 депутатів та голови.

## Керівний склад сільської ради
| ПІБ                           | Основні відомості                                                               | Дата обрання | Дата звільнення |
| ----------------------------- | ------------------------------------------------------------------------------- | ------------ | --------------- |
| Левчук Петро Павлович         | Сільський голова, 1958 року народження, освіта                                  | 26.03.2006   | 31.10.2010      |
| Гламазда Володимир Сергійович | Сільський голова, 1963 року народження, освіта середня спеціальна, безпартійний | 31.10.2010   |                 |
| Шульгач Ірина Дмитрівна       |                                                                                 |              |                 |

Примітка: таблиця складена за даними джерела